# Alfredo di Hildesheim
Alfredo o Altfrido di Hildesheim (Colonia, inizi del IX secolo – 15 agosto 874) è stato un monaco cristiano e vescovo tedesco.

## Biografia
Diventato monaco benedettino nell'abbazia di Fulda, fu trasferito in seguito vicino Minden in Vestfalia. Eletto vescovo, gli fu affidata nell'850 la diocesi di Hildesheim in Sassonia. Durante la sua vita fece costruire molte chiese e monasteri, tra cui la cattedrale di Hildesheim e l'abbazia di Essen. Fu Alfredo di Hildesheim a far traslare le reliquie di San Marsus nell'864 da Auxerre.
Svolse attività diplomatica al servizio di Ludovico il Germanico.
Morì il 15 agosto dell'874, proprio il giorno dedicato dell'Assunta, alla quale aveva dedicato numerose chiese. Fu sepolto nel duomo di Essen, da lui fatto costruire.

## Culto
Il santo è venerato lo stesso giorno della sua morte, il 15 agosto; in tale data, il Martirologio Romano lo riporta con la dicitura «A Hildesheim nella Sassonia in Germania, sant'Altfrido, vescovo, che costruì la cattedrale e favorì la costruzione di monasteri.»
Su numerosi calendari, la data di commemorazione è fissata al 14 agosto: questo spostamento, del tutto privo di giustificazione, è stato forse attuato perché la memoria del santo non coincidesse con quella dell'Assunzione di Maria (che avrebbe avuto la precedenza su di essa).